# Elmar Brohl
Elmar Brohl (* 1935 in Duderstadt) ist ein deutscher Architekt und Historiker.

## Leben
Elmar Brohl studierte Architektur an der Technischen Hochschule Hannover. Er wurde Mitglied der Akademischen Verbindung Frisia im CV. Nach seinem Studium begann er seine berufliche Laufbahn als technischer Angestellter im Planungsamt der Stadt Hürth. Während seiner Zeit in Hürth erfolgte der Abriss der Burg Hermülheim, der ihn zur intensiven Beschäftigung mit deren Baugeschichte anregte. Hieraus ging unter anderem das 1975 vorgelegte Buch Hermülheim und der Deutsche Orden hervor. Im Jahr 1965 wechselte er zur Stadtverwaltung Neuwied und übernahm die Amtsleitung des Planungs- und Vermessungsamts. Ab 1970 war er Leiter des Neuwieder Entwicklungsamtes.
Im Jahr 1973 übernahm er die Leitung des Bauamtes der Stadt Marburg. Zu den prägendsten Bauwerken der Stadt zählt er den in seiner Amtszeit errichteten Neubau des Uniklinikums Marburg. Seit 1975 unterstützte er die Erforschung der Kasematten des Marburger Schlosses. Dieses geschah anfänglich rein durch archäologische Grabungen, da die Pläne des Festungsbaus nicht mehr vorhanden waren. Erst 1987/89 gelang es Brohl, die Pläne im Archiv des französischen Verteidigungsministeriums wiederzuentdecken. Im Rahmen der bis 2012 dauernden Forschungsarbeiten wurden Kasematten im Bereich des Hexenturms des Marburger Schloss rekonstruiert und der Öffentlichkeit zugänglich gemacht.
Nach seiner Pensionierung als Baudirektor 1997 widmete sich Elmar Brohl vollständig der Erforschung der Stadt- und Baugeschichte der Stadt Marburg. Hierbei hat er wesentliche Untersuchungen zum Marburger Schloss und der städtischen Wasserversorgung vorgelegt. In den 1990er Jahren war er aktiv an der Wiederentdeckung und Freilegung der Fundamente der Marburger Synagoge, eines architektonischen Denkmals von außerordentlichem Rang, beteiligt. Zur Vermittlung seiner wissenschaftlichen Arbeit hält er zahlreiche Vorträge und Exkursionen.
Er ist in der Deutschen Gesellschaft für Festungsforschung e. V. aktiv. Von 1987 bis 1994 war er deren Vizepräsident und von 1997 bis 2003 deren Geschäftsführer. Seitdem ist er Beisitzer des Vorstandes. Im Zweigverein Marburg des Vereins für hessische Geschichte und Landeskunde war er von 1998 bis 2008 Stellvertretender Vorsitzender und Schriftführer. Weiterhin gehört er dem wissenschaftlichen Beirat des Vereins an. Im Jahr 2004 wurde er zum Wissenschaftlichen Mitglied der Historischen Kommission für Hessen berufen.

## Ehrungen
Für seine ehrenamtliche Arbeit zur Stadt- und Baugeschichte von Marburg erhielt er am 2. August 2013 das Verdienstkreuz am Bande des Verdienstordens der Bundesrepublik Deutschland.
Seine grundlegenden Forschungen zur Geschichte von Hermülheim und damit des Zentrums der heutigen Stadt Hürth wurden 2022 mit dem Kulturpreis der Stadt Hürth gewürdigt.

## Veröffentlichungen
Elmar Brohl war Autor oder Mitautor zahlreicher Werke. Die Liste stellt nur eine Auswahl da:
- Elmar Brohl, Christopher Ernestus (Hrsg.): Wasser für Marburg: zur Geschichte der Wasserversorgung von Stadt und Schloss--Band. 1. Die Stadt. 2019, ISBN 978-3-942487-13-9.
- Fritz Heinrich Schwalm, Elmar Brohl: Ketzerbach-Erinnerungen von Fritz Heinrich Schwalm. 2019.
- Elmar Brohl, Franz Langstein: Die Kugelkirche, Marburg. 2017, ISBN 978-3-7954-7075-3.
- Elmar Brohl: Die Künstler des Diemeltals die Bildhauerfamilie Larenz; Familiengeschichte und Kreuzwege. Hrsg.: Marsberger Geschichten – Schlüssel zur Vergangenheit e.V. Marsberger Geschichten – Schlüssel zur Vergangenheit e.V, Marsberg 2015.
- Elmar Brohl: Spurensuche Deutsche Pfadfinderschaft St. Georg, Stamm Niedermarsberg. E. Brohl, Marburg 2014.
- Festungen in Hessen. ISBN 3-7954-2534-4; Schnell & Steiner; Auflage: 1 (29. Juli 2013)
- Allemagne) Philipps-Universität (Marbourg: Die Universitätsstraße in Marburg. Rathaus-Verlag der Universitätsstadt Marburg, Marburg 2013, ISBN 978-3-942487-00-9.
- Elmar Brohl: 100 Jahre Rotenberg 30-44: Festschrift zum 28. Aug. 2010. Marburg 2010.
- Elmar Brohl: Das Corpshaus der Teutonia Marburg. Rathaus-Verl, Marburg 2010, ISBN 978-3-923820-95-5.
- Elmar Brohl, Andrea Theissen: Festungsjournal gewidmet Andrea Theissen, der Präsidentin 2000 bis 2009. Trier 2009.
- Ludwig Bickell (1838–1901). Ein Denkmalpfleger der ersten Stunde. ISBN 3-8062-2042-5; Theiss; Auflage: 1 (3. Mai 2006)
- Elmar Brohl, Arwed Klose: Festungsfreunde unter sich: ein Kriminalroman. Dt. Ges. für Festungsforschung, Marburg 2006.
- Elmar Brohl: Ludwig Bickell: (1838-1901); ein Denkmalpfleger der ersten Stunde. Theiss, Stuttgart 2005, ISBN 978-3-8062-2042-1.
- Elmar Brohl: "Mein Haus soll ein Bethaus für alle Völker genannt werden": die neue Synagoge in der Liebigstrasse. Magistrat der Universitätsstadt Marburg, Marburg 2005, ISBN 978-3-923820-82-5.
- Elmar Brohl: Die Synagoge in der Universitätsstraße. Rathaus-Verl., Marburg 2003, ISBN 978-3-923820-78-8.
- Baden in Marburg. ISBN 3-923820-74-7; Rathaus-Vlg.; Auflage: 1 (2002)
- Elmar Brohl: Einhundert Jahre Akademische Verbindung Frisia: Beiträge zur Geschichte der AV Frisia in Hannover 1902-2002. AV Frisia, Hannover 2002.
- Elmar Brohl, Volker Schmidtchen: Militärische Bedrohung und bauliche Reaktion: Festschrift für Volker Schmidtchen. Marburg 2000, ISBN 978-3-87707-553-1.
- Elmar Brohl, Werner Görge: Prof. Deiters, ein Pionier im Omnibusbau. 2000.
- Christa Meiborg, Ulrich Reuling, Elmar Brohl, Erhart Dettmering: Burg Weissenstein bei Marburg-Wehrda. Rathaus-Verl. (Presseamt), Marburg 1994, ISBN 978-3-923820-49-8.
- Elmar Brohl, Erhart Dettmering: Mit Reißzeug und Computer: zur Einweihung des "Weißen Rosses" als Stadtbauamt. Magistrat der Universitätsstadt, Marburg 1992, ISBN 978-3-923820-36-8.
- Die Grüner Mühle: eine Schrift des Vereins der Freunde und Förderer der Oelmühle e. V. Verl. Oelmühlenpresse, Marburg 1991, ISBN 978-3-929204-00-1.
- Festungen in Europa Erhalt und Nutzung historischer Bausubstanz; 26. Juni, 1992. 1993.
- Marburg: Entwicklungen, Strukturen, Funktionen, Vergleiche. ISBN 3-923820-31-3; Rathaus-Vlg. (1990)
- Elmar Brohl, Waltraud Gerlach: Gerlach-Uhren und Uhren-Gerlach: die Geschichte einer Sauerländer Uhrmacherfamilie. Marsberg 1987.
- Elmar Brohl: Hermülheimer Sippenbuch: Hermülheims Einwohner bis zum Jahre 1800. Heimat- u. Kulturverein, Hürth 1986.
- Elmar Brohl, Maria Brohl: Sippenbuch von Niedermarsberg bis 1796. Schulte, Marsberg 1985.
- Behinderte und Benachteiligte in Marburg: ihre Situation und ihre Chancen in einer Universitätsstadt. In Heinrich Haberkorn (Hrsg.): Soziale Randgruppen – Anforderungen an die Stadt- und Regionalplanung und Ansätze zur Problembewältigung aus der Sicht einzelner Fachplanungen (1978)
- Elmar Brohl: Verkehrsuntersuchung Südstadt, Umgestaltung Friedrichsplatz. Marburg 1980.
- Hermülheim und der Deutsche Orden. Heimat- und Kulturverein Hürth (1975)